# Vicente Navarro (militar mexicano)
Vicente Navarro fue un general mexicano que participó en la Revolución mexicana. Fue general de las fuerzas zapatistas. En 1915, a raíz del gobierno convencionista, fue elegido gobernador del Distrito Federal. Nació en el pueblo de San Nicolás Totoloapan, jurisdicción de la Magdalena Contreras, Distrito Federal; fue hijo del señor Píoquinto Navarro y de la señora Margarita Ortiz. Su arribo al mundo debió efectuarse hacia 1892 ya que al lanzarse a a Revolución en el año de 1913 contaba con 21 años de edad, según testimonios verbales de sus familiares y personas que lo conocieron. Hacia el año de 1911 y principios de 1912, los Navarro, padre e hijo, estaban dedicados a la venta de pan, negocio que hacían yendo de casa en casa; para finales de 1912, Vicente, joven y emprendedor cambio de empresa y se dedicó a vender en Contreras los periódicos que circulaban en la ciudad, hasta su entrada a la Revolución mexicana.